# آلن واسور
آلن واسور (فرانسوی: Alain Vasseur‎؛ زادهٔ ۱ آوریل ۱۹۴۸) دوچرخه‌سوار اهل فرانسه است.
از باشگاه‌هایی که در آن رکاب زده‌است می‌توان به تیم دوچرخه‌سواری بیک اشاره کرد.